# Venezuela en los Juegos Olímpicos de Tokio 2020
Venezuela  participará en los Juegos Olímpicos de Tokio 2020. El responsable del equipo olímpico es el Comité Olímpico Venezolano, así como las federaciones deportivas nacionales de cada deporte con participación.

## Atletas
La siguiente tabla muestra el número de atletas en cada disciplina:
| Deporte      | Hombres | Mujeres | Total |
| ------------ | ------- | ------- | ----- |
| Atletismo    | 0       | 4       | 4     |
| Boxeo        | 2       | 1       | 3     |
| Ciclismo     | 2       | 0       | 2     |
| Esgrima      | 2       | 0       | 2     |
| Golf         | 1       | 0       | 1     |
| Halterofilia | 2       | 2       | 4     |
| Judo         | 0       | 3       | 3     |
| Karate       | 3       | 1       | 4     |
| Natación     | 2       | 2       | 4     |
| Remo         | 2       | 0       | 2     |
| Saltos       | 1       | 0       | 1     |
| Tiro         | 1       | 0       | 1     |
| Vela         | 1       | 0       | 1     |
| Voleibol     | 12      | 0       | 12    |
| Total        | 30      | 13      | 43    |

## Medallistas
| Medalla          | Atleta              | Deporte      | Evento          | Fecha        |
| ---------------- | ------------------- | ------------ | --------------- | ------------ |
| Medalla de oro   | Yulimar Rojas       | Atletismo    | Triple salto F  | 1 de agosto. |
| Medalla de plata | Julio Mayora        | Halterofilia | - 73 kg M       | 28 de julio  |
| Medalla de plata | Keydomar Vallenilla | Halterofilia | - 93 kg M       | 31 de julio  |
| Medalla de plata | Daniel Dhers        | Ciclismo     | BMX freestyle M | 1 de agosto  |

## Diplomas olímpicos
| Puesto | Nombre             | Deporte      | Evento                     |
| ------ | ------------------ | ------------ | -------------------------- |
| 4      | Antonio Díaz       | Karate       | Kata masculino             |
| 5      | Claudymar Garcés   | Karate       | Kumite Femenino –61 kg     |
| 5      | Anriquelis Barrios | Judo         | -63 kg femenino            |
| 6      | Yusleidy Figueroa  | Halterofilia | −59 kg femenino            |
| 7      | Naryury Pérez      | Halterofilia | −87 kg femenino            |
| 8      | Robeilys Peinado   | Atletismo    | Salto con pértiga femenino |

## Deportes

### Atletismo
Eventos de Campo
| Atletas          | Evento                     | Clasificación   | Clasificación | Final           | Final          |
| Atletas          | Evento                     | Longitud/Altura | Lugar         | Longitud/Altura | Lugar          |
| ---------------- | -------------------------- | --------------- | ------------- | --------------- | -------------- |
| Robeilys Peinado | Salto con pértiga femenino | 4.55 m          | 1 Q           | 4.55            | 8              |
| Yulimar Rojas    | Triple salto femenino      | 14.77 m         | 1 Q           | 15.67           | Medalla de oro |
| Ahymará Espinoza | Lanzamiento de bala        | 17.17 m         | 12            | No avanzó       | No avanzó      |
| Rosa Rodríguez   | Lanzamiento de martillo    | 68.23 m         | 22            | No avanzó       | No avanzó      |

### Boxeo
Masculino
| Atleta       | Evento          | Dieciséisavos de final | Octavos de final   | Cuartos de final   | Semifinales        | Final              | Final     |
| Atleta       | Evento          | Oponente Resultado     | Oponente Resultado | Oponente Resultado | Oponente Resultado | Oponente Resultado | Puesto    |
| ------------ | --------------- | ---------------------- | ------------------ | ------------------ | ------------------ | ------------------ | --------- |
| Yoel Finol   | Peso mosca      | R. Tanaka (JPN) P 0-5  | No avanzó          | No avanzó          | No avanzó          | No avanzó          | No avanzó |
| Nalek Korbaj | Peso semipesado | M. Houmri (ALG) P 3–2  | No avanzó          | No avanzó          | No avanzó          | No avanzó          | No avanzó |

Femenino
| Atleta          | Evento     | Ronda de 16                 | Cuartos de final   | Semifinales        | Final              | Final |
| Atleta          | Evento     | Oponente Resultado          | Oponente Resultado | Oponente Resultado | Oponente Resultado | Lugar |
| --------------- | ---------- | --------------------------- | ------------------ | ------------------ | ------------------ | ----- |
| Irismar Cardozo | Peso mosca | G. Sorrentino (ITA) P 16–24 | No avanzó          | No avanzó          | No avanzó          | '     |

### Ciclismo

#### Ciclismo de Ruta
Masculino
| Atleta       | Evento         | Tiempo      | Lugar       |
| ------------ | -------------- | ----------- | ----------- |
| Orluis Aular | Prueba de ruta | No finalizó | No finalizó |

#### Ciclismo de BMX Freestyle
| Atleta       | Evento              | Clasificatoria | Clasificatoria | Final      | Final            |
| Atleta       | Evento              | Puntuación     | Posición       | Puntuación | Posición         |
| ------------ | ------------------- | -------------- | -------------- | ---------- | ---------------- |
| Daniel Dhers | freestyle masculino | 85.10          | 3              | 92.05      | Medalla de plata |

### Esgrima
Masculino
| Atleta        | Evento            | Ronda de 64           | Dieciséisavos de final | Octavos de final   | Cuartos de final   | Semifinal          | Final / MB         | Final / MB |
| Atleta        | Evento            | Oponente Resultado    | Oponente Resultado     | Oponente Resultado | Oponente Resultado | Oponente Resultado | Oponente Resultado | Posición   |
| ------------- | ----------------- | --------------------- | ---------------------- | ------------------ | ------------------ | ------------------ | ------------------ | ---------- |
| Rubén Limardo | Espada individual | —                     | Cannone (FRA) P 12–15  | No avanzó          | No avanzó          | No avanzó          | No avanzó          |            |
| José Quintero | Sable Individual  | Yoshida (JPN) V 15–13 | Szilagyi (HUN) P 7–15  | No avanzó          | No avanzó          | No avanzó          | No avanzó          |            |

### Golf
Masculino
| Atletas         | Evento         | 1.ª ronda | 2.ª ronda | 3.ª ronda | 4.ª ronda | Total | Par | Lugar |
| --------------- | -------------- | --------- | --------- | --------- | --------- | ----- | --- | ----- |
| Jhonattan Vegas | Golf Masculino | 66        | 70        | 70        | 67        | 273   | -11 | 16    |

### Halterofilia
Masculino
| Atleta              | Evento         | Grupo | Arrancada (kg) | Arrancada (kg) | Arrancada (kg) | Arrancada (kg) | Envión (kg) | Envión (kg) | Envión (kg) | Envión (kg) | Total | Posición         |
| Atleta              | Evento         | Grupo | 1              | 2              | 3              | Resultado      | 1           | 2           | 3           | Resultado   | Total | Posición         |
| ------------------- | -------------- | ----- | -------------- | -------------- | -------------- | -------------- | ----------- | ----------- | ----------- | ----------- | ----- | ---------------- |
| Julio Mayora        | Hombres −73 kg | A     | 150            | 154            | 156            | 166            | 186         | 190         | 199         | 190         | 346   | Medalla de plata |
| Keydomar Vallenilla | Hombres −96 kg | A     | 172            | 175            | 177            | 177            | 210         | 215         | 216         | 210         | 387   | Medalla de plata |

Femenino
| Atleta            | Evento         | Grupo | Arrancada (kg) | Arrancada (kg) | Arrancada (kg) | Arrancada (kg) | Envión (kg) | Envión (kg) | Envión (kg) | Envión (kg) | Total | Posición |
| Atleta            | Evento         | Grupo | 1              | 2              | 3              | Resultado      | 1           | 2           | 3           | Resultado   | Total | Posición |
| ----------------- | -------------- | ----- | -------------- | -------------- | -------------- | -------------- | ----------- | ----------- | ----------- | ----------- | ----- | -------- |
| Yusleidy Figueroa | Mujeres −59 kg | A     | 88             | 88             | 91             | 91             | 115         | 120         | 125         | 115         | 206   | 6        |
| Naryury Pérez     | Mujeres −87 kg | A     | 105            | 109            | 112            | 112            | 130         | 137         | 138         | 130         | 242   | 7        |

### Judo
Femenino
| Atleta             | Evento | Ronda de 32                            | Ronda de 16                | Cuartos de final            | Semifinal          | Repechaje          | Cuartos de final                     | Semifinal                                     | Final / MB         | Final / MB |
| Atleta             | Evento | Oponente Resultado                     | Oponente Resultado         | Oponente Resultado          | Oponente Resultado | Oponente Resultado | Oponente Resultado                   | Oponente Resultado                            | Oponente Resultado | Posición   |
| ------------------ | ------ | -------------------------------------- | -------------------------- | --------------------------- | ------------------ | ------------------ | ------------------------------------ | --------------------------------------------- | ------------------ | ---------- |
| Anriquelis Barrios | −63 kg | Daria Davidova (ROC) G 1 0 – 0 0       | Carvajal (CUB) G 1 0 – 0 0 | Trstenjak (SLO) P 0 1 – 1 0 | No avanzó          | No avanzó          | Agata Ozdoba-Blach (POL) G 0 1 – 0 0 | Catherine Beauchemin-Pinard (CAN) P 0 0 – 0 1 | No avanzó          | 5          |
| Elvismar Rodríguez | −70 kg | Giovanna Scoccimarro (ITA) P 0 0 – 0 1 | No avanzó                  | No avanzó                   | No avanzó          | No avanzó          | No avanzó                            | No avanzó                                     | No avanzó          | 17         |
| Karen León         | −78 kg | Patricia Sampaio (POR) P 0 0 – 1 0     | No avanzó                  | No avanzó                   | No avanzó          | No avanzó          | No avanzó                            | No avanzó                                     | No avanzó          | 17         |

### Karate
Kumite
| Atleta           | Evento                  | Fase de grupos        | Fase de grupos           | Fase de grupos       | Fase de grupos         | Fase de grupos | Semifinales                                  | Final                                        | Final     |
| Atleta           | Evento                  | Oponente Resultado    | Oponente Resultado       | Oponente Resultado   | Oponente Resultado     | Posición       | Oponente Resultado                           | Oponente Resultado                           | Posición  |
| ---------------- | ----------------------- | --------------------- | ------------------------ | -------------------- | ---------------------- | -------------- | -------------------------------------------- | -------------------------------------------- | --------- |
| Andrés Madera    | Kumite masculino –67 kg | Kalniņš (LAT) P 2–4   | Derafshipour (ROC) P 3–9 | Da Costa (FRA) P 0–2 | Al-Masatfa (JOR) P 1–4 | 5              | No avanzó                                    | No avanzó                                    | No avanzó |
| Claudymar Garcés | Kumite Femenino –61 kg  | Heurtault (FRA) G 8–0 | Yin X-y (CHN) P 0–2      | Çoban (TUR) P 2–6    | Someya (JPN) W 8–5     | =2             | No Avanzó (Eliminada en desempate uno a uno) | No Avanzó (Eliminada en desempate uno a uno) | 5         |

Kata
| Atleta         | Evento         | Ronda Eliminatoria | Ronda Eliminatoria | Posición   | Posición | Final / BM                                                             | Final / BM |
| Atleta         | Evento         | Puntuación         | Posición           | Puntuación | Posición | Oponente Resultado                                                     | Posición   |
| -------------- | -------------- | ------------------ | ------------------ | ---------- | -------- | ---------------------------------------------------------------------- | ---------- |
| Antonio Díaz   | kata Masculino | 26.07              | 3 Q                | 26.28      | 3 Q      | Final por medalla de bronce Ariel Torres Gutierrez (USA) P 26.34–26.72 | 4          |
| Johan Archiles | Kata Masculino | 21.09              | 7Q                 | 20.26      | 7Q       | No avanzó                                                              | 7          |

### Natación
Masculino
| Atleta                | Evento                  | Preliminares | Preliminares | Semifinal | Semifinal | Final     | Final     |
| Atleta                | Evento                  | Tiempo       | Posición     | Tiempo    | Posición  | Tiempo    | Posición  |
| --------------------- | ----------------------- | ------------ | ------------ | --------- | --------- | --------- | --------- |
| Alberto Mestre (Hijo) | 50 metros estilo libre  | 21.96        | 4            | 22.22     | 7         | No avanzó | No avanzó |
| Alberto Mestre (Hijo) | 100 metros estilo libre | 49.44        | 6            | No avanzó | No avanzó | No avanzó | No avanzó |
| Alfonso Mestre        | 400 metros estilo libre | 3:47.14      | 1            | No avanzó | No avanzó | No avanzó | No avanzó |
| Alfonso Mestre        | 800 metros estilo libre | 7:52.07      | 2            | No avanzó | No avanzó | No avanzó | No avanzó |

Femenino
| Atleta        | Evento                       | Preliminares | Preliminares | Semifinal | Semifinal | Final     | Final     |
| Atleta        | Evento                       | Tiempo       | Posición     | Tiempo    | Posición  | Tiempo    | Posición  |
| ------------- | ---------------------------- | ------------ | ------------ | --------- | --------- | --------- | --------- |
| Paola Pérez   | Maratón 10 km Aguas Abiertas | —            | —            | —         | —         | 2:05:45   | 20        |
| Jeserik Pinto | 50 metros estilo libre       | 25.65        | 3            | No avanzó | No avanzó | No avanzó | No avanzó |
| Jeserik Pinto | 100 metros estilo mariposa   | 1:00.60      | 5            | No avanzó | No avanzó | No avanzó | No avanzó |

### Remo
| Atleta                  | Evento                       | Manga 1 | Manga 1  | Repesca 2 | Repesca 2 | Final C | Final C  | Final  | Final    |
| Atleta                  | Evento                       | Tiempo  | Posición | Tiempo    | Posición  | Tiempo  | Posición | Tiempo | Posición |
| ----------------------- | ---------------------------- | ------- | -------- | --------- | --------- | ------- | -------- | ------ | -------- |
| César Amaris José Guipe | Doble scull ligero masculino | 6:46.11 | 5 R      | 7:01.46   | 5 FC      | 6:36.37 | 3        | —      | —        |

Notas de Calificación: FA=Final A (medalla); FB=Final B (sin medalla); FC=Final C (sin medalla); FD=Final D (sin medalla); FE=Final E (sin medalla); FF=Final F (sin medalla); SA/B=Semifinales A/B; SC/D=Semifinales C/D; SE/F=Semifinales E/F; QF=Cuartos de final; R=Repechaje

### Saltos
Masculino
| Atleta      | Evento                       | Preliminares | Preliminares | Final  | Final |
| Atleta      | Evento                       | Puntos       | Lugar        | Puntos | Lugar |
| ----------- | ---------------------------- | ------------ | ------------ | ------ | ----- |
| Óscar Ariza | Plataforma de 10 m masculino | 327.05       | 22           |        |       |

### Tiro
| Atleta      | Evento                    | Clasificación | Clasificación | Final     | Final     |
| Atleta      | Evento                    | Puntos        | Puesto        | Puntos    | Puesto    |
| ----------- | ------------------------- | ------------- | ------------- | --------- | --------- |
| Julio Iemma | Rifle de aire a 10 m      | 618.3         | 43            | No avanzó | No avanzó |
| Julio Iemma | Rifle 3 posiciones a 50 m | 1132          | 39            | No avanzó | No avanzó |

### Vela
Los regatistas venezolanos clasificaron un barco en cada una de las siguientes clases a través de los Campeonatos del Mundo asociados a la clase y las regatas continentales.
| Atleta      | Evento | Carrera | Carrera | Carrera | Carrera | Carrera | Carrera | Carrera | Carrera | Carrera | Carrera | Carrera | N° de puntos | Clasificación final |
| Atleta      | Evento | 1       | 2       | 3       | 4       | 5       | 6       | 7       | 8       | 9       | 10      | M*      | N° de puntos | Clasificación final |
| ----------- | ------ | ------- | ------- | ------- | ------- | ------- | ------- | ------- | ------- | ------- | ------- | ------- | ------------ | ------------------- |
| Andrés Lage | Finn   | 15      | 18      | 18      | 18      | 19      | 18      | 18      | 17      | 19      | 13      | EL      | 154          | 18                  |

M = carrera por Medallas; EL = Eliminado – no avanza a la carrera por Medalla

### Voleibol

#### Masculino
| Selección Olímpica de Voleibol Masculino 2021 | Selección Olímpica de Voleibol Masculino 2021 | Selección Olímpica de Voleibol Masculino 2021 | Selección Olímpica de Voleibol Masculino 2021 |
| #                                             | Nombre                                        | Edad                                          | Estatura                                      |
| --------------------------------------------- | --------------------------------------------- | --------------------------------------------- | --------------------------------------------- |
| 1                                             | Armando Velázquez                             | 32 años                                       | 1,85 m (6′ 1″)                                |
| 3                                             | Fernando González                             | 32 años                                       | 1,94 m (6′ 4″)                                |
| 4                                             | Hector Mata                                   | 30 años                                       | 1,79 m (5′ 10″)                               |
| 5                                             | Emerson Rodríguez                             | 28 años                                       | 2,04 m (6′ 8″)                                |
| 6                                             | Robert Oramas                                 | 37 años                                       | 2,00 m (6′ 7″)                                |
| 7                                             | Edson Valencia                                | 33 años                                       | 2,00 m (6′ 7″)                                |
| 9                                             | José Manuel Carraco Angulo                    | 32 años                                       | 1,92 m (6′ 4″)                                |
| 11                                            | José Verdi                                    | 31 años                                       | 1,96 m (6′ 5″)                                |
| 14                                            | Eliecer Canelo                                | 22 años                                       | 1,96 m (6′ 5″)                                |
| 15                                            | Luis Antonio Arias                            | 32 años                                       | 1,96 m (6′ 5″)                                |
| 17                                            | Ronald Daniel Fayola                          | 26 años                                       | 1,98 m (6′ 6″)                                |
| 19                                            | Willner Enrique Rivas                         | 26 años                                       | 1,94 m (6′ 4″)                                |
| D.T.                                          | [[Ronald Sarti\| Ronald Sarti]]               |                                               |                                               |

Grupo A
| Pos | Países    | PJ | PG | PP | PTS | SF | SC | Coc.  | PF  | PC  | Coc.  |
| --- | --------- | -- | -- | -- | --- | -- | -- | ----- | --- | --- | ----- |
| 1   | Polonia   | 5  | 4  | 1  | 13  | 14 | 4  | 3.500 | 435 | 365 | 1.192 |
| 2   | Italia    | 5  | 4  | 1  | 11  | 12 | 7  | 1.714 | 447 | 411 | 1.087 |
| 3   | Canadá    | 5  | 2  | 3  | 7   | 9  | 9  | 1.000 | 396 | 387 | 1.023 |
| 4   | Japón     | 5  | 3  | 2  | 8   | 10 | 9  | 1.111 | 437 | 433 | 1.009 |
| 5   | Irán      | 5  | 2  | 3  | 6   | 9  | 11 | 0.818 | 453 | 460 | 0.984 |
| 6   | Venezuela | 5  | 0  | 5  | 0   | 1  | 15 | 0.066 | 281 | 393 | 0.715 |

|  | Clasificados para los cuartos de final |